# Villiers-au-Bouin
Villiers-au-Bouin is een gemeente in het Franse departement Indre-et-Loire (regio Centre-Val de Loire) en telt 601 inwoners (1999). De plaats maakt deel uit van het arrondissement Tours.

## Geografie
De oppervlakte van Villiers-au-Bouin bedraagt 29,4 km², de bevolkingsdichtheid is 20,4 inwoners per km².
De onderstaande kaart toont de ligging van Villiers-au-Bouin met de belangrijkste infrastructuur en aangrenzende gemeenten.

## Demografie
Onderstaande figuur toont het verloop van het inwonertal (bron: INSEE-tellingen).